# Lũ chuột trong tường
Lũ chuột trong tường (tiếng Anh: The Rats in the Walls) là một truyện ngắn kinh dị của H.P. Lovecraft sáng tác năm 1923.

## Câu chuyện
Câu chuyện kể về một lũ chuột lông lá và đông đúc sống ở tu viện Exham của Anh. Chúng có tới hàng vạn con, thường xuyên quấy nhiễu người dân địa phương. Tiếng động của chúng trong những bức tường đã khiến cho người chủ mới và con mèo của ông bực mình. Thế là ông liền tổ chức một cuộc thám hiểm để tìm hiểu chuyện gì đang xảy ra cùng với vài người bạn bao gồm cả đại úy Norrys, một người đàn ông vốn rất mập mạp. Họ đi xuống hầm tu viện và phát hiện cả một thành phố cổ bị chôn vùi, với đầy dẫy những bộ xương người.
Những người này có lẽ đã bị giam giữ từ rất lâu, và mục đích của việc đó là dùng họ như đồ hiến tế cho một nghi lễ thần thánh. Bất ngờ, lũ chuột tấn công đám người cùng với con mèo của người chủ. Ba giờ sau, ông tỉnh dậy và kinh hoàng nhận ra cái xác bị ăn mất phân nửa của đại úy Norrys ngay bên cạnh mình, và con mèo thì đang bơi xé cuống họng của ông ta. Sau thảm họa đó, chính quyền đã cho phá nổ tu viện Exham và cho rằng chính người chủ mới đã ăn thịt Norrys. Suốt những năm tháng còn lại, ông luôn nghe thấy tiếng chuột kêu trong những bức tường, chỉ có điều là những bức tường bên trong xà lim của một bệnh viện tâm thần.